# Gverilla
Gverilla, właśc. Mateusz Kochaniec (ur. 8 listopada 1996 w Lublinie) – polski wokalista, tworzący muzykę z pogranicza hip-hopu i r&b oraz autor tekstów.
Współpracował z takimi artystami jak m.in. DJ Steez, Margaret, Tymek, Solar, Flirtini czy DZIARMA.

## Życiorys
Absolwent I Liceum Ogólnokształcącego im. Stanisława Staszica w Lublinie w którym to współtworzył (jako wokalista) indie rockowy zespół Mel Tripson. Efektem ich działalności był wydany w 2015 roku minialbum VI YD.
6 września 2016 roku na kanale Kstyka pojawił się jego utwór "808080", co przyczyniło się do zwiększenia jego rozpoznawalności jako artysty, czego efektem był m.in. jego występ na Open’er Festival w następnym roku.
26 czerwca 2018 roku Gverilla wydał EP "Element EP", a 13 marca 2020 ukazał się jego pierwszy album studyjny "Hologram LP", który 2 tygodnie po premierze znalazł się na 6. miejscu na liście OLiS.
15 marca 2020 roku wystąpił na Scenie Nowego Rapu podczas Fryderyk Festival będącego częścią uroczystości rozdania "Fryderyków", a 29 sierpnia na Tauron Nowa Muzyka.

## Dyskografia

### LP
| Rok  | Dane dot. albumu                                                                                            | Pozycja na liście |
| Rok  | Dane dot. albumu                                                                                            | POL               |
| ---- | --- | ----------------- |
| 2020 | Hologram LP - Data: 13 marca 2020 - Wydawca: Revolume / e-muzyka / Step Hurt - Format: CD, digital download | 6                 |
| 2024 | Wyrzuty sumienia - Data: 10 maja 2024 - Wydawca: GVERILLAB - Format: CD, digital download                   | –                 |

### EP
| Rok  | Dane dot. albumu                                                       |
| ---- | ---------------------------------------------------------------------- |
| 2015 | VI YD (razem z Mel Tripson) - Data: 1 czerwca 2015 - Wydawca: MonseArt |
| 2018 | Element EP - Data: 26 czerwca 2018 - Wydawca: Revolume                 |